# Alalngar
Alalngar (in sumero:𒀉𒋭𒃻, traslitterato anche come Alalĝar, Alalgar, or Alaljar) (... – ...) è il secondo re il cui nome compare in numerose versioni della Lista reale sumerica, al secondo posto dopo Alulim..

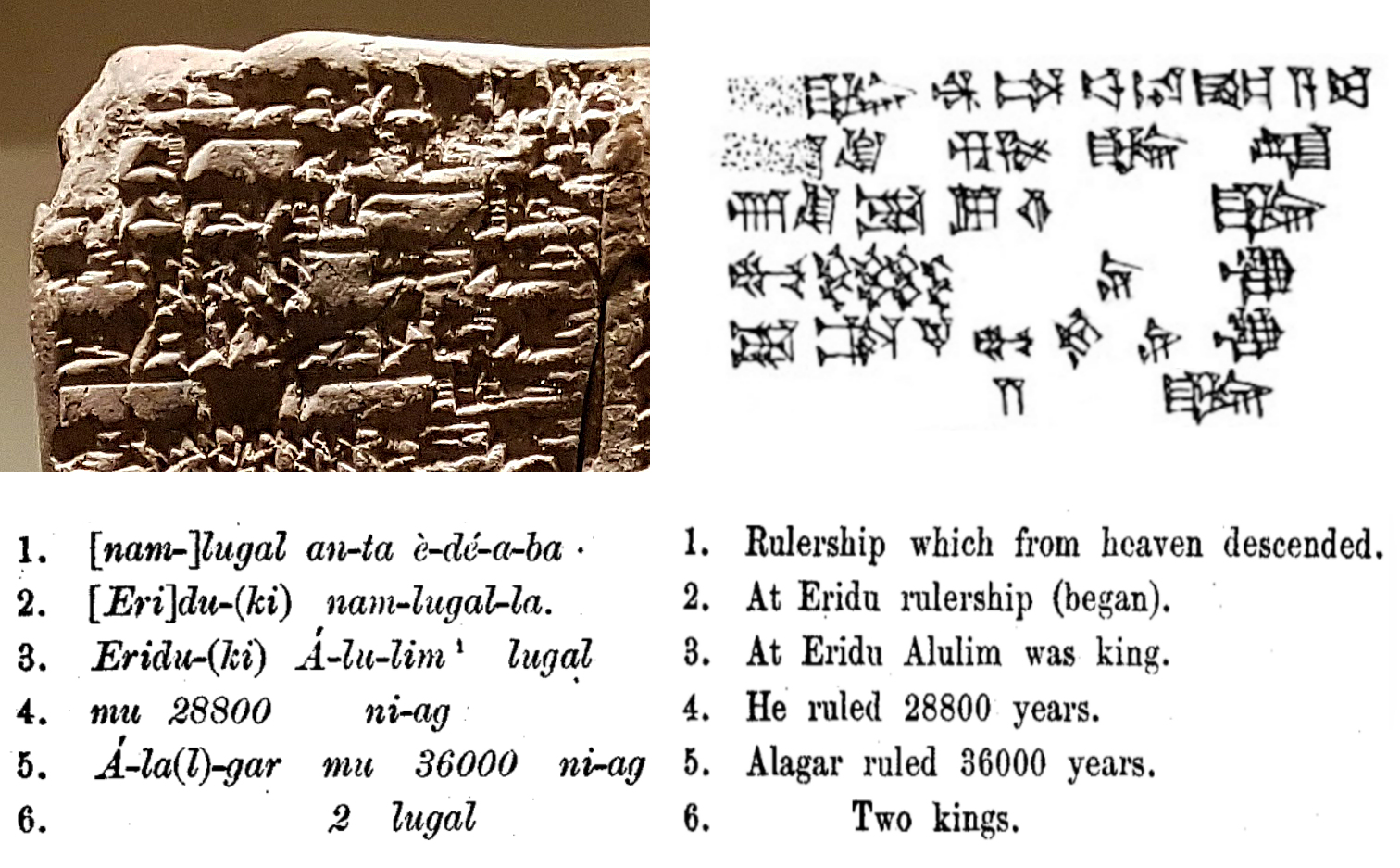
Il paragrafo iniziale del prisma di Weld-Blundell

Secondo la Lista reale sumerica fu il secondo ensi di Eridu, oltre che il secondo sovrano sumero. Preceduto da Alulim, regnò per trentaseimila anni e gli successe En-men-lu-ana di Bad-tibira.